# Абакар Сілла
Лубаде́ Абака́р Сілла́ (фр. Loubadhe Abakar Sylla; нар. 25 грудня 2002, Ямусукро) — івуарійський футболіст, захисник французького клубу «Страсбур» і збірної Кот-д'Івуару.

## Клубна кар'єра

### «Брюгге»
Займався футболом в юнацькій команді СК «Арме» в Кот-д'Івуарі, а у вересні 2021 року приєднався до академії бельгійського «Брюгге». 22 травня 2022 року дебютував в основному складі «Брюгге» в матчі Про-ліги проти «Андерлехта», вийшовши на заміну Стенлі Нсокі. 28 серпня 2022 року продовжив контракт з «Брюгге» до червня 2026 року.
7 вересня 2022 року у матчі групового етапу Ліги чемпіонів УЄФА проти німецького «Баєра 04» дебютував у єврокубках. У цій ж грі також відзначився і своїм першим голом за «Брюгге», принісши перемогу команді з рахунком 1-0.

### «Страсбур»
15 липня 2023 року перейшов у французький клуб «Страсбур», підписавши п'ятирічний контракт. Сума трансферу становила 20 млн євро. 13 серпня дебютував за «Страсбур» в матчі Ліги 1 проти «Ліона», вийшовши в стартовому складі. 10 грудня в поєдинку Ліги 1 проти «Гавра» забив свій перший гол за «Страсбур», принісши перемогу команді у додатковий час (2-1).

## Кар'єра в збірній
15 вересня 2024 року вперше викликаний до збірної Кот-д'Івуару головним тренером Жаном-Луї Гассе для участі в товариських матчах проти збірних Того та Гвінеї. 27 вересня у поєдинку з Гвінеєю дебютував за збірну Кот-д'Івуару, вийшовши в стартовому складі.

## Статистика виступів

### Клубна статистика
Станом на 3 травня 2025 
| Клуб              | Сезон             | Чемпіонат         | Чемпіонат | Чемпіонат | Кубок | Кубок | Єврокубки | Єврокубки | Інші  | Інші | Всього | Всього |
| Клуб              | Сезон             | Дивізіон          | Матчі     | Голи      | Матчі | Голи  | Матчі     | Голи      | Матчі | Голи | Матчі  | Голи   |
| ----------------- | ----------------- | ----------------- | --------- | --------- | ----- | ----- | --------- | --------- | ----- | ---- | ------ | ------ |
| Брюгге            | 2021–22           | Про-ліга          | 1         | 0         | 0     | 0     | 0         | 0         | —     | —    | 1      | 0      |
| Брюгге            | 2022–23           | Про-ліга          | 20        | 0         | 1     | 0     | 6         | 1         | —     | —    | 27     | 1      |
| Брюгге            | Всього            | Всього            | 21        | 0         | 1     | 0     | 6         | 1         | 0     | 0    | 28     | 1      |
| Страсбур          | 2023–24           | Ліга 1            | 22        | 2         | 3     | 1     | —         | —         | —     | —    | 25     | 3      |
| Страсбур          | 2024–25           | Ліга 1            | 20        | 1         | 3     | 0     | —         | —         | —     | —    | 23     | 1      |
| Страсбур          | Всього            | Всього            | 41        | 3         | 6     | 1     | 0         | 0         | 0     | 0    | 48     | 4      |
| Всього за кар'єру | Всього за кар'єру | Всього за кар'єру | 63        | 3         | 7     | 1     | 6         | 1         | 0     | 0    | 76     | 5      |

### Міжнародна статистика
Станом на 14 жовтня 2023 
| Збірна            | Сезон             | Товариські | Товариські | Офіційні | Офіційні | Всього | Всього |
| Збірна            | Сезон             | Матчі      | Голи       | Матчі    | Голи     | Матчі  | Голи   |
| ----------------- | ----------------- | ---------- | ---------- | -------- | -------- | ------ | ------ |
| Кот-д'Івуар       |                   |            |            |          |          |        |        |
| 2022              | 3                 | 0          | 0          | 0        | 3        | 0      |        |
| 2023              | 1                 | 0          | 2          | 0        | 3        | 0      |        |
| 2024              | 0                 | 0          | 0          | 0        | 0        | 0      |        |
| Всього за кар'єру | Всього за кар'єру | 4          | 0          | 2        | 0        | 6      | 0      |

### Матчі за збірну
Станом на 14 жовтня 2023 
| Матчі Абакара Сілли за збірну Кот-д'Івуару | Матчі Абакара Сілли за збірну Кот-д'Івуару | Матчі Абакара Сілли за збірну Кот-д'Івуару | Матчі Абакара Сілли за збірну Кот-д'Івуару | Матчі Абакара Сілли за збірну Кот-д'Івуару | Матчі Абакара Сілли за збірну Кот-д'Івуару | Матчі Абакара Сілли за збірну Кот-д'Івуару | Матчі Абакара Сілли за збірну Кот-д'Івуару |
| №                                          | Дата                                       | Суперник                                   | Рахунок                                    | Голи                                       | Картки                                     | Хвилини                                    | Змагання                                   |
| ------------------------------------------ | ------------------------------------------ | ------------------------------------------ | ------------------------------------------ | ------------------------------------------ | ------------------------------------------ | ------------------------------------------ | ------------------------------------------ |
| 1                                          | 27 вересня 2022                            | Гвінея                                     | 3–1                                        |                                            |                                            | 90'                                        | Товариський матч                           |
| 2                                          | 16 листопада 2022                          | Бурунді                                    | 4–0                                        |                                            |                                            | 90'                                        | Товариський матч                           |
| 3                                          | 19 листопада 2022                          | Буркіна-Фасо                               | 1–2                                        |                                            | 90'                                        | 29'                                        | Товариський матч                           |
| 4                                          | 24 березня 2023                            | Коморські Острови                          | 3–1                                        |                                            |                                            | 90'                                        | Відбіркові матчі КАН-2023                  |
| 5                                          | 28 березня 2023                            | Коморські Острови                          | 2–0                                        |                                            |                                            | 24'                                        | Відбіркові матчі КАН-2023                  |
| 6                                          | 14 жовтня 2023                             | Марокко                                    | 1–1                                        |                                            |                                            | 12'                                        | Товариський матч                           |

Всього: 6 матчів / 0 голів; 4 перемоги, 1 нічия, 1 поразка.

## Досягнення
«Брюгге»
- Чемпіон Бельгії: 2021–22[24]